# Klasa sprzężoności
Klasa sprzężoności – podzbiór danej grupy powstały w wyniku podziału jej zbioru elementów. Elementy danej klasy sprzężoności dzielą wiele wspólnych własności. Pojęcie to nie znajduje zastosowania w grupach przemiennych, gdyż każda klasa sprzężoności składa się wtedy z jednego elementu, jednakże studiowanie klas sprzężoności grup nieprzemiennych ujawnia wiele ważnych cech ich struktury.

## Relacja
Niech {\displaystyle G} będzie grupą. Elementy {\displaystyle a,b\in G} są sprzężone wtedy i tylko wtedy, gdy istnieje element {\displaystyle g\in G} taki, że {\displaystyle a=gbg^{-1}.}
Powyższa relacja jest relacją równoważności, a jej klasy abstrakcji nazywa się klasami sprzężoności. W algebrze liniowej równość ta w odniesieniu do macierzy nazywana jest podobieństwem.
Można pokazać, że sprzężenie jest relacją równoważności, dlatego też dzieli {\displaystyle G} na rozłączne klasy równoważności (każdy element należy do dokładnie jednej klasy sprzężoności, a klasy reprezentowane przez {\displaystyle a,b} są równe, jeżeli {\displaystyle a,b} są sprzężone i rozłączne w przeciwnym wypadku). Klasa równoważności zawierająca element {\displaystyle a\in G} to zbiór
{\displaystyle \{gag^{-1}\colon g\in G\}}
nazywany klasą abstrakcji elementu {\displaystyle a.}

## Przykłady
Grupa symetryczna {\displaystyle S_{3},} składająca się z wszystkich sześciu permutacji trzech elementów, rozkłada się na trzy klasy sprzężoności:
- brak zmian (abc → abc),
- zamiana dwóch elementów miejscami (abc → acb, abc → bac, abc → cba),
- cykliczna permutacja wszystkich trzech elementów (abc → bca, abc → cab).

Grupa symetryczna {\displaystyle S_{4},} składająca się z wszystkich dwudziestu czterech permutacji czterech elementów, ma pięć klas sprzężoności (niżej znajduje się lista według rzędu):
- brak zmian (1),
- zamiana dwóch elementów miejscami (6),
- cykliczna permutacja trzech elementów (8),
- cykliczna permutacja wszystkich czterech elementów (6),
- zamiana miejscami dwóch par elementów (3).

W ogólności liczba klas sprzężoności grupy symetrycznej {\displaystyle S_{n}} jest równa liczbie rozkładów liczby całkowitej {\displaystyle n.} Jest tak, ponieważ każda klasa sprzężoności odpowiada dokładnie jednemu z podziałów {\displaystyle \{1,2,\dots ,n\}} na cykle z dokładnością do permutacji elementów {\displaystyle \{1,2,\dots ,n\}.}

## Działanie grupy
Dla danej grupy {\displaystyle G} klasy równoważności można zdefiniować za pomocą działania grupy na zbiorze jej elementów poprzez automorfizmy wewnętrzne, tzw. sprzężenia, czyli działanie zdefiniowane wzorem
{\displaystyle g\cdot x=gxg^{-1}.}
Orbity tego działania nazywa się właśnie klasami sprzężoności. Stabilizatorem (grupą izotropii) dowolnego elementu jest centralizator tego elementu.
Podobnie można zdefiniować działanie grupy {\displaystyle G} na zbiorze wszystkich podzbiorów {\displaystyle G{:}}
{\displaystyle g\cdot S=gSg^{-1}}
lub na zbiorze wszystkich podgrup {\displaystyle G.} Stabilizatorem (grupą izotropii) takiej podgrupy jest jej normalizator.

## Równanie klas sprzężoności
Jeżeli skończona grupa {\displaystyle G} działa na sobie przez sprzężenia, a {\displaystyle \{x_{1},\dots ,x_{n}\}} jest zbiorem reprezentantów klas elementów sprzężonych, to równanie klas przyjmuje postać
{\displaystyle |G|=\sum _{i=1}^{n}~[G\colon Z(x_{i})].}
Stwierdzenie
Jeżeli element {\displaystyle x\in G} jest sprzężony sam ze sobą, to dla dowolnego {\displaystyle g\in G} zachodzi
{\displaystyle gxg^{-1}=x\iff gx=xg.}
Innymi słowy klasa {\displaystyle x^{G}} jest jednoelementowa wtedy i tylko wtedy, gdy każdy jej element {\displaystyle x} jest przemienny z dowolnym elementem grupy, a zatem należy do {\displaystyle Z(G).} Niech {\displaystyle x_{1},\dots ,x_{k-1}} będą reprezentantami takich jednoelementowych klas, wówczas grupę {\displaystyle G} można przedstawić w postaci
{\displaystyle G=Z(G)\cup x_{k}^{G}\cup \dots \cup x_{n}^{G},}
gdzie {\displaystyle |x_{i}^{G}|>1} dla {\displaystyle i=k,\dots ,n.} Równanie klas przybiera wówczas postać
{\displaystyle |G|=|Z(G)|+\sum _{i=k}^{n}~[G\colon Z(x_{i})].}
TwierdzenieJeśli grupa {\displaystyle G} jest rzędu {\displaystyle p^{m},} gdzie {\displaystyle p} jest pewną liczbą pierwszą, to ma ona nietrywialne centrum. Ponadto, {\displaystyle |Z(G)|\geqslant p.}
Korzystając z powyższego stwierdzenia jest
{\displaystyle p^{m}=|G|=|Z(G)|+\sum _{i=k}^{n}~[G\colon Z(x_{i})],}
gdzie {\displaystyle |x_{i}^{G}|>1} dla {\displaystyle i=k,\dots ,n.}
Na mocy twierdzenia Lagrange’a, każdy indeks {\displaystyle [G\colon Z(x_{i})]} jest dzielnikiem rzędu grupy, czyli pewną potęgą liczby {\displaystyle p,} a więc i {\displaystyle p} dzieli {\displaystyle |Z(G)|.} Ponadto {\displaystyle |Z(G)|>0,} gdyż należy do niego element neutralny.

## Interpretacja geometryczna
Klasy sprzężoności w grupie podstawowej drogowo spójnej przestrzeni topologicznej mogą być postrzegane jako klasy równoważności pętli wolnych względem homotopii wolnej.